# Röwitz
Röwitz ist ein Ortsteil in der Ortschaft Kusey und der Stadt Klötze im Altmarkkreis Salzwedel in Sachsen-Anhalt.

## Geographie
Röwitz liegt im Westen der Altmark am nördlichen Rand des Drömlings, neun Kilometer südwestlich des Ortskerns von Klötze. Die Kreisstadt Salzwedel liegt 33 Kilometer nördlich und die Hansestadt Gardelegen 22 Kilometer östlich von Röwitz.
Nachbarorte sind Kunrau im Westen, Neuferchau im Nordwesten, Kusey im Nordosten und Wenze im Osten.

## Geschichte

### Mittelalter bis Neuzeit

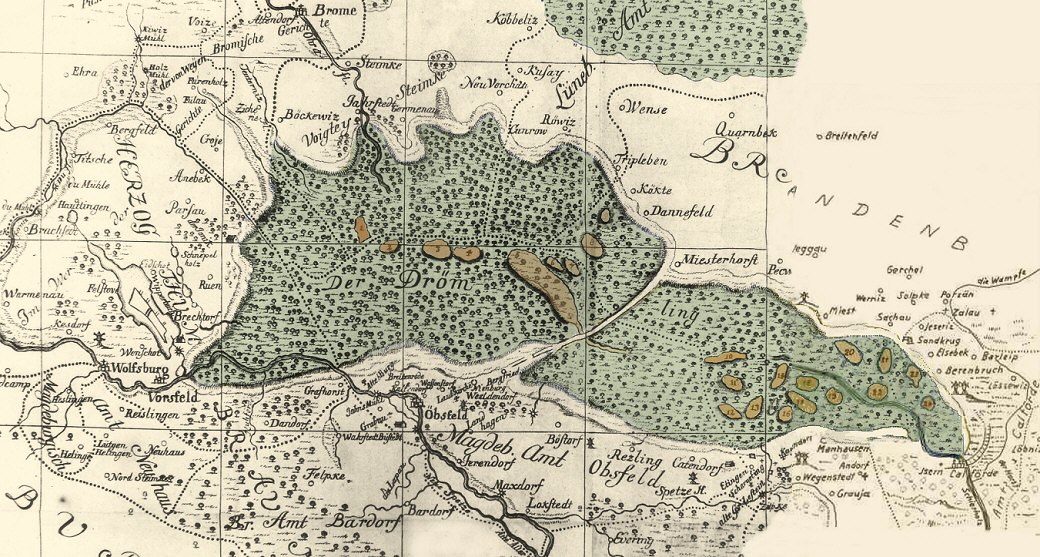
Karte des Drömlings von Samuel Walther 1737 mit erhöhten Stellen, den Horsten (braun)

Ursprünglich war Röwitz ein Sackgassendorf, wie aus dem Urmesstischblatt aus dem Jahre 1823 hervorgeht. Das Dorf wurde 1339 erstmals als Rouisse genannt, als es Berthold von dem Knesebeck an Gebhard von Alvensleben verkaufte. Im Jahre 1394 wurde dat dorp to Rouetze zusammen mit anderen Dörfern und Gütern von Albert v. Alvensleben und Hinrik v. Eykendorp ihrer Gefangenschaft wegen an die Herzöge von Braunschweig-Lüneburg abgetreten.
In der Liste der Dörfer des Amtes Klötze schreibt Samuel Walther 1737: „Rovviz sonst Roize genannt“. Auf seiner Drömlingskarte steht jedoch Röwitz.

### Eingemeindungen
Das Dorf gehörte bis 1807 zum braunschweigisch-lüneburgischen Amt Klötze und anschließend bis 1808 zum Kanton Brome im Elb-Departement im Königreich Westphalen, danach bis 1810 wieder zum Amt Klötze im Kurfürstentum Braunschweig-Lüneburg und anschließend bis 1813 zum Kanton Jübar im Königreich Westphalen. Von 1813 bis 1815 kam es zurück zum Amt Klötze in Braunschweig-Lüneburg beziehungsweise im Königreich Hannover. Erst 1816 kam Röwitz zum preußischen Landkreis Gardelegen im Regierungsbezirk Magdeburg. Ab dem 25. Juli 1952 bis 1994 gehörte die Gemeinde Röwitz zum Kreis Klötze. Nach dessen Auflösung kam es am 1. Juli 1994 zum Altmarkkreis Salzwedel.
Am 1. August 2002 wurde die Gemeinde Röwitz nach Kusey eingemeindet.
Mit der Eingemeindung von Kusey nach Klötze am 1. Januar 2010 kam der Ortsteil Röwitz zur neu entstandenen Ortschaft Kusey und zur Stadt Klötze.

### Einwohnerentwicklung
| Jahr | Einwohner |
| ---- | --------- |
| 1801 | 105       |
| 1818 | 126       |
| 1840 | 183       |
| 1864 | 197       |
| 1871 | 204       |
| 1885 | 238       |

| Jahr | Einwohner |
| ---- | --------- |
| 1892 | [0]243    |
| 1895 | 240       |
| 1900 | [0]219    |
| 1905 | 228       |
| 1910 | [0]196    |
| 1925 | 282       |

| Jahr | Einwohner |
| ---- | --------- |
| 1939 | 271       |
| 1946 | 434       |
| 1964 | 322       |
| 1971 | 297       |
| 1981 | 228       |
| 1993 | 199       |

| Jahr | Einwohner |
| ---- | --------- |
| 2017 | 165       |
| 2018 | [0]169    |
| 2020 | [00]162   |
| 2021 | [00]175   |
| 2022 | [0]182    |
| 2023 | [0]181    |

Quelle, wenn nicht angegeben, bis 1993:

## Religion
Die evangelischen Christen aus Röwitz gehörten früher zur Kirchengemeinde Röwitz in der Pfarrei Klötze. Im Jahre 2001 kam die Kirchengemeinde zusammen mit Neuferchau und Wenze zum neuen Kirchspiel Kusey, das heute zum Pfarrbereich Steimke-Kusey im Kirchenkreis Salzwedel im Bischofssprengel Magdeburg der Evangelischen Kirche in Mitteldeutschland gehört.
Die nächstliegende katholische Kirche ist St. Joseph (Klötze) in rund neun Kilometer Entfernung.

## Kultur und Sehenswürdigkeiten

### Bauwerke

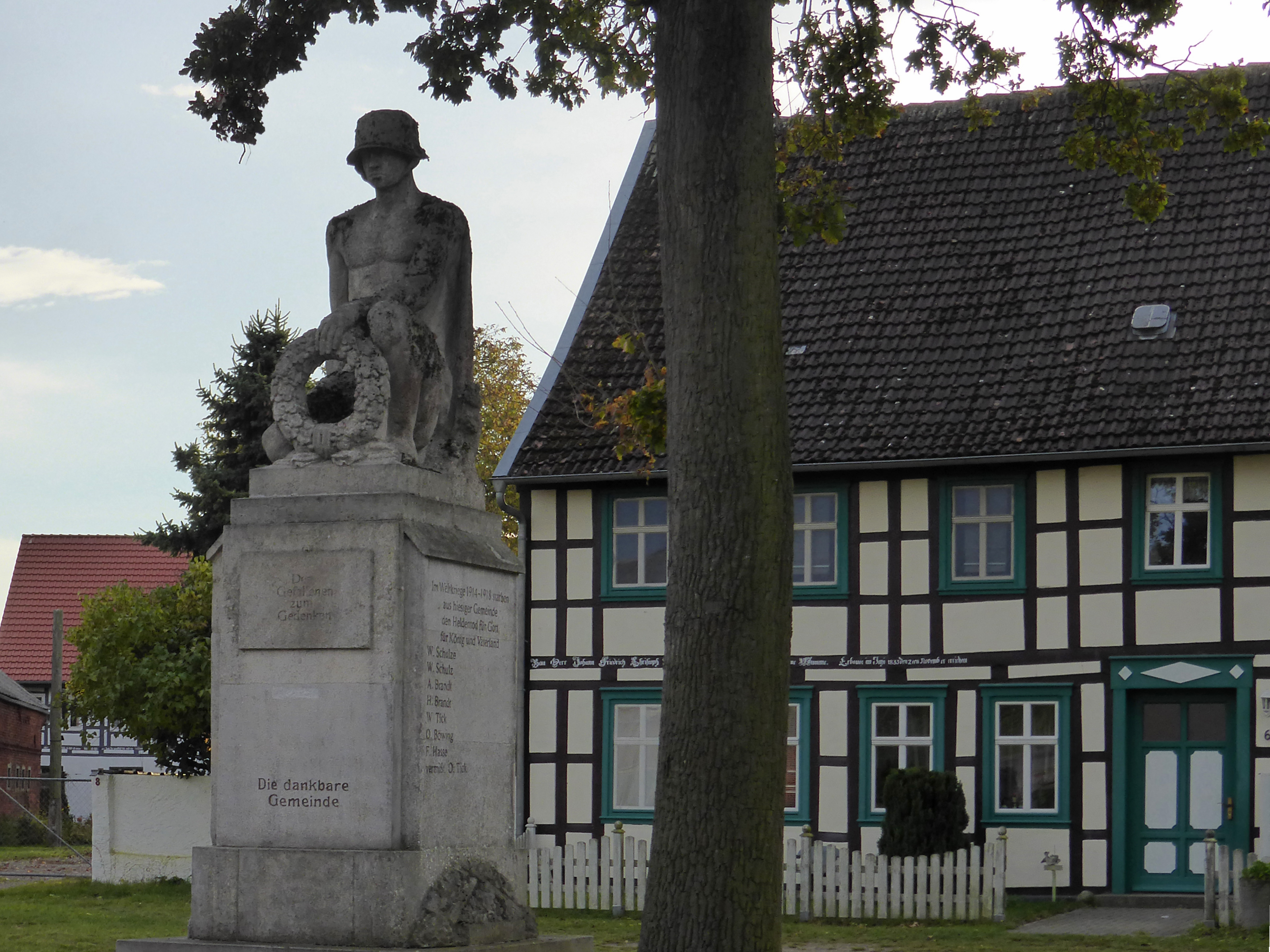
Kriegerdenkmal und denkmalgeschütztes Fachwerkhaus

Die evangelische Dorfkirche Röwitz ist ein Fachwerkbau. Ihr muss eine ältere Kirche vorausgegangen sein, da sie einen Altarschrein aus dem Mittelalter enthält.
Je ein Denkmal erinnert an den Befreiungskrieg 1813 sowie an die Gefallenen des Ersten und Zweiten Weltkrieges. Der Ortsfriedhof liegt im Nordwesten des Dorfes.

### Sport
In Röwitz ist ein Sportplatz vorhanden. Sportverein ist der „Röwitzer SV e. V.“

## Wirtschaft und Infrastruktur

### Unternehmen
Im ehemaligen Schulgebäude befindet sich ein kleines Lebensmittelgeschäft, „De lütte Dorpladen“. Die einzige Gaststätte ist das Gasthaus Fahrenkamp, ihr ist auch eine Pension angeschlossen.

### Öffentliche Einrichtungen
Zur Infrastruktur von Röwitz gehören ein am Feuerwehrhaus gelegenes Dorfgemeinschaftshaus und ein Postbriefkasten. Den Kindern steht ein Spielplatz zur Verfügung.
Die Freiwillige Feuerwehr Röwitz geht auf das Jahr 1920 zurück, ihr heutiges Feuerwehrhaus wurde 1975 errichtet und 2001 umgebaut.

### Verkehr

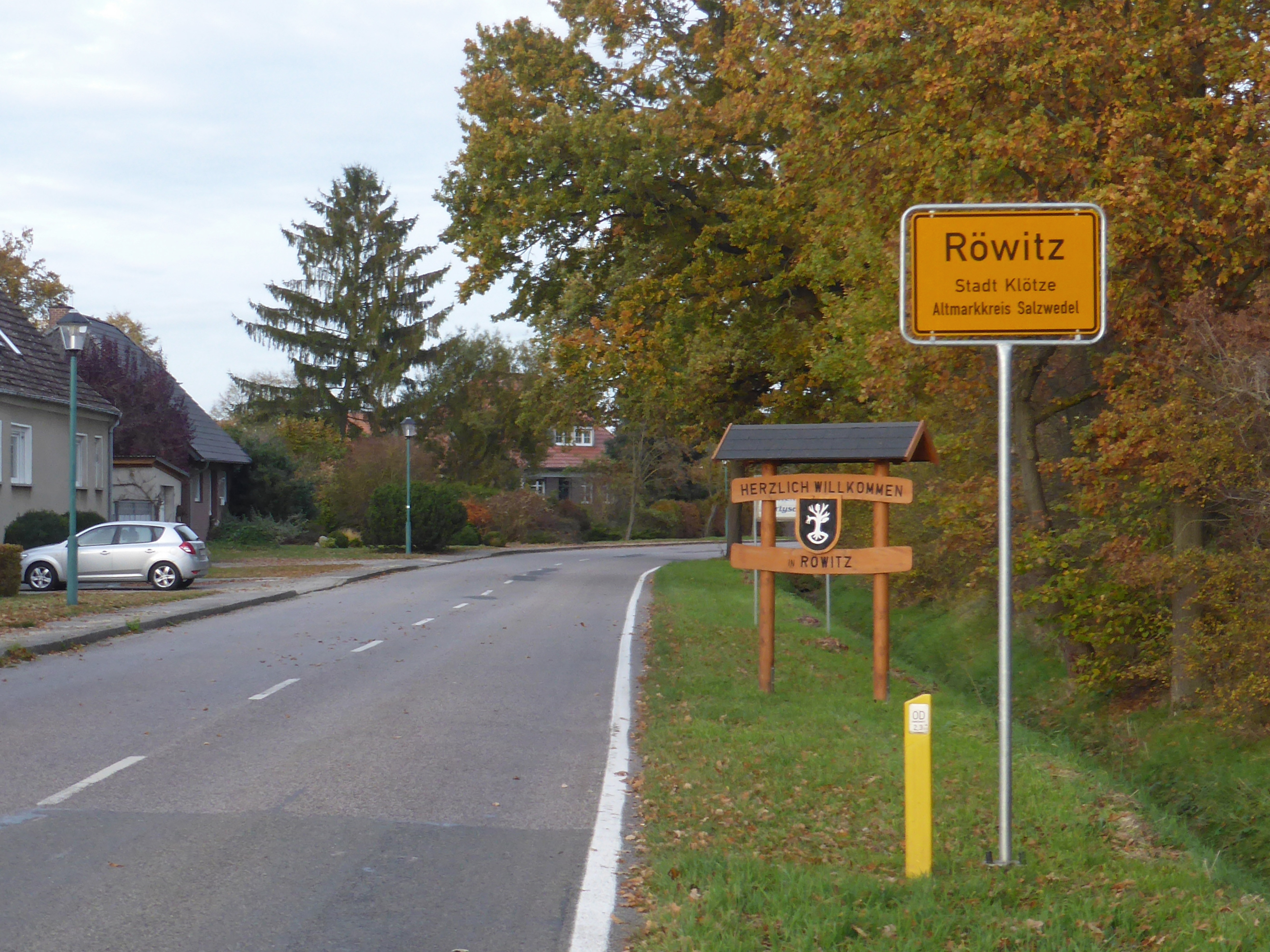
Ortseingang mit Landesstraße 22

Durch Röwitz verläuft die Landesstraße 22, die zwischen Klötze und Kusey an der Landesstraße 20 beginnt und über Kusey, Röwitz, Buchholz, Wassensdorf und Oebisfelde bis zur Landesgrenze nach Niedersachsen führt, wo sie als Kreisstraße 61 über Büstedt weitergeführt wird. Eine Nebenstraße, in Röwitz als „Straße der Freundschaft“ bezeichnet, führt von Röwitz nach Neuferchau. Linienbusse fahren von Röwitz bis nach Beetzendorf, Klötze, Salzwedel und Wolfsburg.
Von 1889 bis 2002 verfügte der zwei Kilometer entfernte Nachbarort Kusey über einen Bahnanschluss an der Bahnstrecke Oebisfelde–Salzwedel.